# Renata Pavličić
Renata Pavličić je hrvatska rukometašica.
S jugoslavenskom seniorskom reprezentacijom osvojila je zlato na Mediteranskim igrama 1991. godine.
S hrvatskom seniorskom reprezentacijom osvojila je srebro na Mediteranskim igrama 1997. godine.